# Kong Company
Kong Company (стилизованная под KONG) — американская компания со штаб-квартирой в штате Колорадо, которая разрабатывает дизайн и производит линии игрушек для собак и кошек. Основная линейка продуктов — жевательная игрушка для собак, похожая на снеговика, которую также называют Конг.

## История
Основатель компании Джо Маркхэм создал продукт Kong в 1970-х годах, когда заметил, что его немецкая овчарка Фриц повреждает зубы, пережёвывая камни. Он обнаружил, что Фрицу нравилось жевать жёсткую резиновую подвеску Volkswagen Bus, и он провёл около шести лет, экспериментируя с различными составами, чтобы создать жевательную игрушку аналогичного размера и формы, которую он мог бы продавать владельцам домашних животных. Друг заметил, что игрушка похожа на «беруши для Кинг-Конга» — отсюда и название. Первоначально Маркхэм продавал большую часть своей продукции в Израиль, Японию, Австралию и Великобританию, но в середине 1980-х годов продажи Kong начали расти в Соединённых Штатах, и впоследствии игрушка оставалась там популярной. В книге Planet Dog: A Doglopedia (2005) Конг описывается как «возможно, самая известная игрушка для собак в мире».

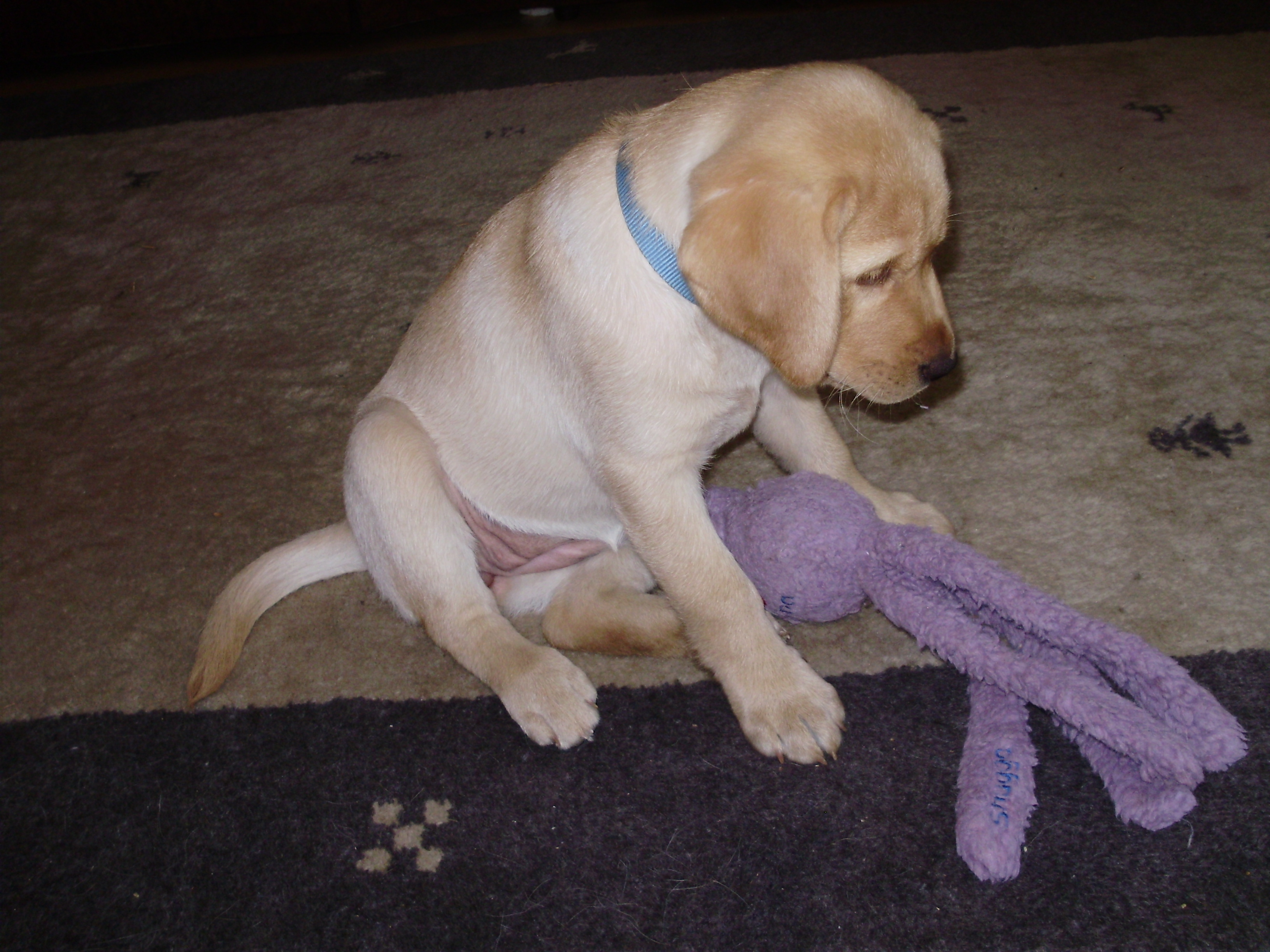
Щенок с Kong Wubba
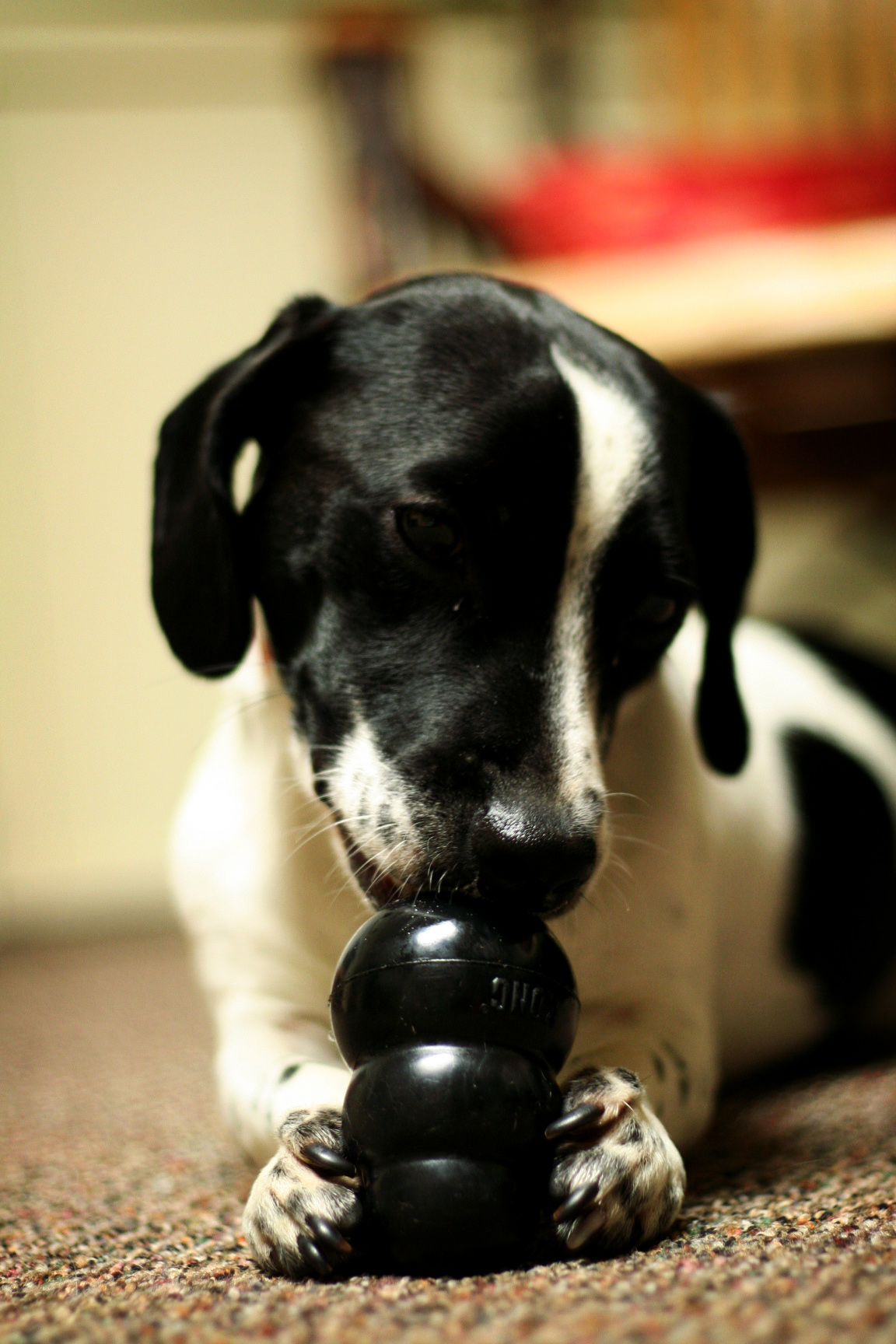
Чёрный цвет конга означает «экстремальную» модель, обеспечивающую более высокую устойчивость к сильным жевательным нагрузкам.

## Товары
Классическая игрушка Kong напоминает снежную фигуру из трёх сдвинутых вместе шариков. Они бывают нескольких вариаций для собак разного возраста и размера. Изготовленные из резины, они полые посередине и могут быть набиты лакомствами или заморожены, чтобы дольше отвлекать собак. Классический продукт Kong также предлагается с различными типами резины, предназначенными для собак с разным жевательным потенциалом, возрастом и размером.
В дополнение к типичным конгам, похожим на снеговика, Kong также предлагает линейку зубных жевательных игрушек, мячей, тянущихся игрушек (таких как Kong Wubba и Kong Tugger Knots), фрисби, собачьих бинки, плавающих игрушек, пищалок и различных интерактивных игрушек, а также аксессуары. Для кошек у Kong также есть линия игрушек, включая кошачью версию «Wubba», а также когтеточки, кошачью мяту и другие игрушки для жевания.